# Мария Елеонора фон Бранденбург
Мария Елеонора фон Бранденбург (на немски: Maria Eleonora von Brandenburg) от фамилията Хоенцолерн, е принцеса от Бранденбург и чрез женитба кралица на Швеция (1620 – 1632).

## Биография
Родена е на 11 ноември 1599 в Кьонигсберг, Прусия. Тя е втората дъщеря на курфюрст Йохан Зигизмунд фон Бранденбур (1572 – 1620) и Анна от Прусия (1576 – 1625), дъщеря на херцог Албрехт Фридрих от Прусия. По-големият ѝ брат е курфюрст Георг Вилхелм (1595 – 1640).
Мария Елеонора се запознава през 1618 г. в Берлин и се омъжва на 25 ноември 1620 г. в Стокхолм за крал Густав II Адолф от Швеция (1594 – 1632). На 28 ноември тя е помазана и коронована за шведска кралица. Бракът е щастлив. Тя придружава Густав в походите му, но не участва в управлението.
Густав Адолф, Лъвът на Севера, е убит през 1632 г. в битката при Лютцен. Нейната 6-годишна дъщеря Кристина става през 1632 г. официално кралица на Швеция. Мария Елеонора се оттегля в нейния вдовишки дворец Грипсхолм. Тя няма повече свободи, нейната кореспонденция с роднините и в империята е следена. През 1640 г. решава тайно да напусне Швеция и бяга в Дания, където живее в кралския двор. На 24 декември 1642 г. се взема решение тя да напусне Дания. През лятото 1643 г. получава жилище в Инстербург и годишно 40 000 шведски талери. Кралицата-вдовица често е в дворана бранденбургския курфюрст и се оплаква от несигурното плащане на шведските пари. През лятото 1648 г. Мария Елеонора се връща обратно в Стокхолм.
Последните си години тя живее в добри отношения с дъщеря си Кристина. Умира на 18 март 1655 г., малко след абдикацията на дъщеря си. Погребана е в църквата Ридархолмскиркан в Стокхолм.

## Деца
Мария Елеонора и Густав II Адолф имат децата:
- дъщеря (*/† 1621)
- Кристина (1623 – 1624)
- син (*/† 1625)
- Кристина (1626 – 1689), кралица на Швеция

## Галерия
- Кралица Мария Елеонора ок. 1630
- Густав II Адолф и Мария Елеонора
- Саркофагът на Мария Елеонора в църквата Ридархолмскиркан, в Стокхолм